# Zam Fredrick
Zambolist Fredrick, detto Zam (St. Matthews, 17 agosto 1959), è un ex cestista statunitense.

## Carriera
Nato in Carolina del Sud, frequentò l'University of South Carolina, giocando nella squadra locale, facente parte della Division I, dove, nella stagione 1980-81 fu il miglior realizzatore della NCAA con 781 punti, con una media partita di 28.9.
Scelto al terzo giro dei draft NBA 1981, col numero 51 dai Los Angeles Lakers venne ingaggiato dalla Sinudyne Bologna, non giocando mai nella NBA.
È stato il miglior marcatore del campionato italiano 1981-82, con 988 punti realizzati con la maglia della Sinudyne. In Italia ha vestito anche la maglia della Victoria Libertas Pesaro.
Nel 2002 è stato inserito nella "Hall of Fame" dell'University of South Carolina.
Ricopre il ruolo di allenatore alla Calhoun County High School.

## Statistiche
Statistiche aggiornate al 1º gennaio 2009
| Stagione        | Squadra          | Competizione | Partite | Partite | Partite | Statistiche tiro | Statistiche tiro | Statistiche tiro | Altre statistiche | Altre statistiche | Altre statistiche | Altre statistiche | Altre statistiche |
| Stagione        | Squadra          | Competizione | Pres.   | Titol.  | Minuti  | Tiri da 2        | Tiri da 3        | Liberi           | Rimb.             | Assist            | Rubate            | Stopp.            | Punti             |
| --------------- | ---------------- | ------------ | ------- | ------- | ------- | ---------------- | ---------------- | ---------------- | ----------------- | ----------------- | ----------------- | ----------------- | ----------------- |
| 1981-1982       | Sinudyne Bologna | Serie A1     | 40      |         | 1576    | 410/766          |                  | 168/217          | 96                | 34                | 64                | 2                 | 988               |
| 1982-1983       | Sinudyne Bologna | Serie A1     | 33      |         | 1142    | 320/582          |                  | 144/202          | 62                | 29                | 56                | 2                 | 784               |
| 1984-1985       | Scavolini Pesaro | Serie A1     | 36      | 34      | 1315    | 284/510          | 57/140           | 175/215          | 92                | 55                | 63                | 1                 | 914               |
| 1985-1986       | Scavolini Pesaro | Serie A1     | 32      | 32      | 1225    | 287/482          | 67/152           | 221/273          | 79                | 72                | 72                | 3                 | 996               |
| 1986-1987       | Scavolini Pesaro | Serie A1     | 36      | 36      | 1329    | 322/565          | 47/128           | 227/272          | 77                | 71                | 65                | 0                 | 1012              |
| Totale carriera |                  |              |         |         |         |                  |                  |                  |                   |                   |                   |                   |                   |

## Palmarès
- Coppa Italia: 1

Pesaro: 1985